# Suyane Moreira
Suyane Moreira (Juazeiro do Norte, 7 de novembro de 1982) é uma atriz e ex-modelo brasileira. 
Começou como atriz no filme Árido Movie, no qual foi descoberta. Em 2007 atuou na minissérie Amazônia, de Galvez a Chico Mendes e entre 2008 e 2009 na trilogia Os Mutantes, estabelecendo sua carreira de atriz. 
Antes da carreira de atriz, Suyane foi modelo da Ford Models, que a contratou após ela ficar entre as cinco finalistas do Supermodel Brasil de 2000. O contrato a levou a trabalhar no exterior, assim como a se tornar um dos rostos da marca M. Officer, de Carlos Miele.
Em 2020, a desenhista Joelle Jones utilizou a atriz brasileira como referência para o design da personagem fictícia Yara Flor, a Mulher-Maravilha da Amazônia da saga DC Future Slate da editora DC Comics.

## Primeiros anos
Suyane cresceu com três outros irmãos nas cercanias carentes de Juazeiro do Norte. Aos dois anos, perdeu o pai, e então a mãe, Antônia Moreira, teve que trabalhar como empregada doméstica para sustentá-los. Ela é cafuza, sendo neta de indígenas e negros, até os nove anos a modelo vivia na roça, caçava insetos, não estudava nem penteava os cabelos.
Antes de virar modelo, ainda na adolescência, Suyane foi recepcionista de concessionária de veículos e loja de calçados, e no início da adolescência ela havia sido dançarina da bandas de forró em sua cidade. Chegou a se inscrever para o concurso que iria substituir Débora Brasil na banda É o Tchan!, mas não foi selecionada por ser muito magra e jovem (tinha apenas 14 anos). Um ano depois ganhava da mãe um curso de modelo, como presente de debutante. Contudo, por achar que o mundo da moda era só para as loiras sulistas, ela não se animou com as possibilidades na carreira, até um dia ver a top model Naomi Campbell na televisão, seu grande modelo de inspiração.

## Carreira

### Modelo
A entrada dos anos 2000 coincidiu com a popularização das modelos nordestinas no mercado de moda brasileiro, já que até então as com biotipo europeu eram as preferidas. Nessa época modelos provenientes do Norte–Nordeste, como Adriana Lima, Fernanda Tavares e Caroline Ribeiro, já estavam com suas carreiras em franca consolidação.
No início de 2000, o 1,75 metro de altura e o biótipo herdado dos antepassados indígenas e negros de Suyane atraíram a atenção de um caça-talentos que fora a Juazeiro do Norte participar do evento em que ela fora convidada a desfilar, aos 17 anos, para o qual o pagamento seria uma calça de couro. Após ser garimpada por esse agente de moda, Suyane foi convidada a participar da etapa regional Norte–Nordeste do Supermodel Brasil em Fortaleza e acabou por vencê-lo. Dois meses depois estaria em São Paulo para a final nacional, em que ficou em quarto lugar, entre as 52 mil candidatas inscritas nacionalmente. Em menos de seis meses, já estava trabalhando em Nova York.
Sua primeira grande aparição nacional foi no São Paulo Fashion Week. O desfile, impactante, mostrava as modelos desfilando em meio a uma passarela que tinha como personagem central — sentada incólume e cercada de utensílios rústicos — a avó indígena de Suyane, Joana Moreno. A M. Officer (responsável por lançar modelos como Isabeli Fontana e Raica Oliveira) foi seu primeiro grande trabalho. Até então só fizera pequenos desfiles para as lojas de sua cidade. O contrato exclusivo com a Ford Models possibilitou outros trabalhos de peso, como as Vogues italiana e alemã, assim como a L'Officiel francesa e um editorial para a i-D, a bíblia da moda britânica. Fez ainda desfiles nas passarelas de Paris, Londres e Nova York e  em 2008 a modelo posou para o site Paparazzo.

### Atriz
Em 2003, Suyane foi convidada a participar do longa-metragem Árido Movie, do cineasta Lírio Ferreira. Preparou-se para o papel com a atriz Myriam Muniz, que pôs Suyane na pele da indígena Wedja, uma moça brejeira de sotaque nordestino e jeito agreste. As filmagens tiveram locação em Arcoverde, Pernambuco, a alguns quilômetros de sua terra natal. Em 2006, foi contratada para as filmagens da minissérie Amazônia, de Gálvez a Chico Mendes, da Rede Globo, em que faz o papel de uma indígena da etnia Ashaninka. Em 2008 e 2009 participou de Os Mutantes - Caminhos do Coração e Mutantes - Promessas de Amor, como Iara. Já em 2010, foi a vilã Iaru, em Araguaia.
Já em 2012, protagonizou um dos episódios de As Brasileiras e integrou o elenco da telenovela Gabriela.
Em 2023 participa da novela Terra e Paixão.

## Filmografia

### Televisão
| Ano  | Título                             | Personagem   | Notas                              |
| ---- | ---------------------------------- | ------------ | ---------------------------------- |
| 2007 | Amazônia, de Gálvez a Chico Mendes | Ianká        |                                    |
| 2007 | Caminhos do Coração                | Iara         |                                    |
| 2008 | Os Mutantes: Caminhos do Coração   | Iara         |                                    |
| 2009 | Promessas de Amor                  | Iara         |                                    |
| 2010 | Araguaia                           | Iarú Karuê   | Episódio: "27–28 de setembro"      |
| 2012 | As Brasileiras                     | Araí         | Episódio: "A Selvagem de Santarém" |
| 2012 | Gabriela                           | Mara         |                                    |
| 2017 | Novo Mundo                         | Teçá         | Episódio: "22 de março"            |
| 2017 | Power Couple Brasil                | Participante |                                    |
| 2021 | Sessão de Terapia                  | Iara         | Episódio: "Tony - Sessão 2"        |
| 2022 | A Ponte: The Bridge Brasil         | Participante |                                    |
| 2023 | Terra e Paixão                     | Iraê Guató   |                                    |

### Cinema
| Ano  | Título      | Personagem |
| ---- | ----------- | ---------- |
| 2006 | Árido Movie | Wedja      |